# ژوگه لیانگ
ژوگه لیانگ (به پین‌یینی: Zhūgě Liàng)، (به چینی سنتی: 諸葛亮)، (به چینی ساده‌شده: 诸葛亮)؛ (۱۸۱–۲۳۴) با نام محترم کونگ‌مینگ صدراعظم دولت شو هان در طی دوره سه امپراتوری بود. از او به عنوان بزرگ‌ترین و کامل‌ترین استراتژیست عصر خود یاد می‌شود. اغلب اوقات او را با لباس بلند گشاد و بادبزن از جنس پر به نقش می‌کشند. ژوگه لیانگ تنها یک استراتژیست نظامی یا یک سیاستمدار مهم نبود بلکه همچنین او یک دانشمند کامل و یک مخترع نیز بود. شهرت و اعتبار او به عنوان یک نابغه و دانشمند کامل حتی زمانی که در انزوا نیز زندگی می‌کرد افزایش یافت و لقب «وولونگ» (به معنی «اژدهای خفته») را یافت.

## ابتدای زندگی
ژوگه لیانگ در ینگدو به دنیا آمد. او در ابتدای سنین کودکی یتیم شد و به وسیله عمویش «ژوگه ژوان» پرورش یافت. بعدها او به پیروی از عمویش در ایالت جینگ زندگی کرد جایی که به وسیله لیابیائو اداره می‌شد. بعد از فوت عمویش، لیانگ و برادرانش در وولانگانگ ساکن شدند. عمده زندگی ساده او در ده سال بعد کشاورزی کردن در روزها و مطالعه و تحصیل در شب‌ها بود.
ژوگه لیانگ از خواندن لینگفو یان (یک کتاب از سرودهای مردم شادونگ محل تولد لیانگ) لذت می‌برد. او همچنین دوست داشت تا با گوان ژانگ و یویی یی دو شخصیت تاریخی مقایسه شود. او دوستی‌هایش با دانشمندان و ادبای ناحیه را توسعه داد. مانند Xu Shu, Cui Zhouping, Meng Jian و Shi Tao. همچنین ژوگه لیانگ روابط نزدیکش را با خردمندان شناخته شده‌ای مانند Sima Hui و Pang Degong و Huang Chengyan حفظ می‌کرد. Huang Chengyan یک بار به ژوگه لیانگ گفته بود: من شنیده‌ام که تو به دنبال یک همسر هستی. من یک دختر زشت با صورتی زرد و سبزه دارم؛ ولی هوش و استعداد او با هوش تو تطابق می‌کند. ژوگه لیانگ هم با ازدواج با دختر او موافقت کرد.

## خدمت و یاری به لیو بی

### آشنایی اولیه با لیو بی

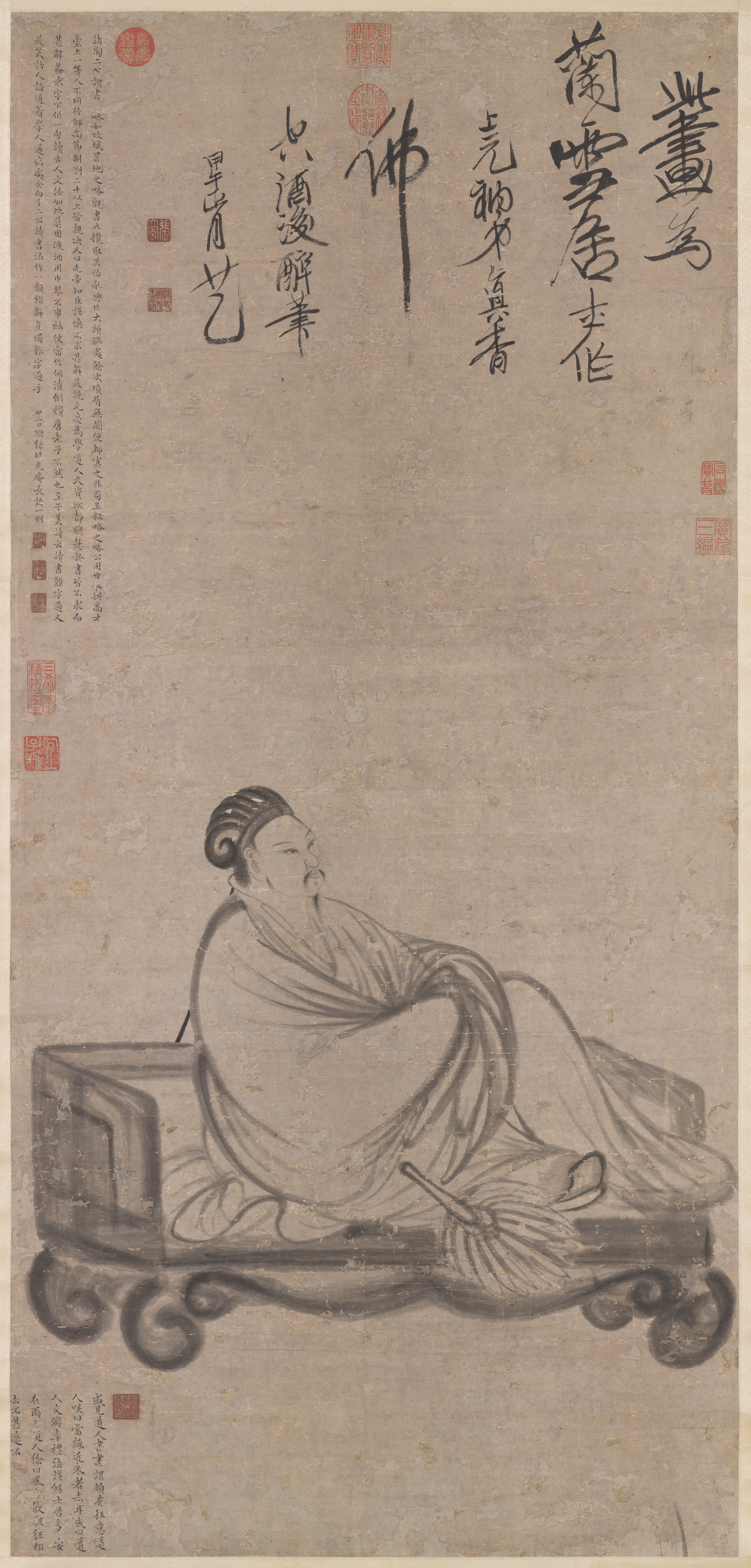
نقاشی از ژوگه لیانگ نگاشته شده در سال ۱۶۵۴

در این زمان لیو بی در ژیان تحت حکومت لیو بیائو ساکن می‌شود. لیو بی سیماهویی را ملاقات می‌کند که سیماهوی به او می‌گوید: «پیروان کنفوسیوس و محقان رایج چقدر دربارهٔ امور و مصالح جاری و پیش رو می‌دانند؟ آنهایی که امور پیش رو را تجزیه و تحیلیل می‌کنند نخبه‌اند.» ژوشو بعدها ژوگه لیانگ را به لیو بی توصیه می‌کند و لیو بی از ژوشو درخواست کرد تا ژوگه لیانگ با او ملاقات کند. ژوشو پاسخ داد: تو باید شخصاً با او دیدار کنی نمی‌شود او را برای دیدار با شما دعوت کرد و آورد! لیو بی بالاخره بعد از سه بار مراجعه شخصی توانست که ژوگه لیانگ را به خدمت بگیرد. ژوگه لیانگ نقشه لانگژونگ (تقسیم چین به سه امپراتوری) را به لیو بی معرفی می‌کند و محل اقامتش را به منظور کمک به ژوگه لیانگ ترک می‌کند. لیو بی با ژوگه لیانگ روابط نزدیکی برقرار می‌کند و در اکثر موارد با او مشورت می‌کند. گوان یو و شانگ فی به شکایت از او می‌پردازند. لیوبی در جواب آن‌ها می‌گوید: «حالا من کانگ مینگ را دارم. من مانند ماهی هستم که آب پیدا کرده‌ام. من امیدوارم که شما سخنان ناخوشایندتان را متوقف کنید.» گوان یو و شانگ فی سپس دیگر شکایت نکردند.

### به عنوان دیپلمات سیاسی
در سال ۲۰۸ (ژوگه لیانگ ۲۷ ساله است) لیو بیائو می‌میرد و پسرش لیوکانگ جانشین او می‌شود. لیوکانگ هم استان جینگ را به سائو سائو تسلیم می‌کند. وقتی لیو بی خبر تسلیم لیوکانگ را شنید طرفدارانش اعم از سربازان و مردمانش را در راه مهاجرت به شیاکو رهبری می‌کند و در راه درگیری مختصری با نیروهای سائو سائو پیدا می‌کند. در حین این که لیو بی در شیاکو است ژوگه لیانگ را به دنبال لوسو به جانگ دونگ برای بحث با سان کوان به منظور اتحاد در برابر سائو سائو می‌فرستد. ژوگه لیانگ با سان کوان ملاقات می‌کند و دو راه حل را به او پیشنهاد می‌دهد: اگر شما قادر به مقاومت در برابر نیروهای مرکزی هستید پس چرا در مراحل بعد سائو سائو را نتوانید شکست دهید؟ اگر هم که نمی‌توانید مخالفت کنید پس چرا نیروها و سرزمین‌های جنوبی را به سائوسائو تسلیم نمی‌کنید؟
سپس نایب السلطنه «سون کوان»، ژویو، به تجزیه و تحلیل شرایط می‌پردازد و به نقاط ضعف نیروهای سائو سائو اشاره می‌کند. سان کوان در نهایت با اتحاد با لیو بی و جنگیدن با سائو سائو موافقت می‌کند. ژوگه لیانگ با همراهی لوسو به عنوان نماینده سان کوان به کمپ لیو بی بر می‌گردد تا تهیه و تدارک جنگ‌های آینده را ببیند.

### به عنوان فرمانده لجستیک
اواخر سال ۲۰۸ نیروهای متحد لیو بی و سان کوان پیروزی قطعی را در برابر سائوسائو در نبرد صخره‌های سرخ می‌زنند. سائو سائو به یی عقب‌نشینی می‌کند. در این حین لیو بی اقدام به تسخیر سرزمین جانگ نان می‌کند که بیشترش توسط استان جنوبی جینگ پوشیده شده‌است. ژوگه لیانگ در این زمان به عنوان مشاور نظامی فرمانده خانگی منصوب می‌شود. او به مسئولیت حاکم چند شهر برای جمع‌آوری سپاه منصوب می‌شود.
در سال ۲۱۱ لیوژانگ فرماندار استان یی در پی حمله ژانگ لو از منطقه هانژونگ از لیو بی درخواست کمک کرد. لیو بی هم ژوگه لیانگ، گوان یو، شانگ فی و دیگران را به عنوان مسئول نظامی در جینگ ژو باقی گذاشت و خود رهبری نیروها به سمت غرب به عهده گرفت. لیو بی بی‌درنگ با پیشنهاد لیوژانگ موافقت کرد اما مخفیانه برای تصرف سرزمین او نقشه می‌کشید. در سال بعد لیوژانگ قصد لیو بی را دریافت و این دو تبدیل به دشمن برای هم شدند و جنگ بین این دو برپا شد. ژوگه لیانگ، شانگ فی و ژائوفی نیروهای جداگانه‌ای را برای کمک به لیوبی برای حمله به پایتخت لیوژانگ، چنگدو" رهبری کردند.
لیو بی ژوگه لیانگ را به عنوان مشاور نظامی منصوب کرد و به او اجازه داد تا امور غرب را اداره کند. هرگاه لیو بی به منظور مبارزات نظامی از چنگ دو خارج می‌شد. ژوگه لیانگ در چنگ دو برای دفاع می‌ماند و جریان تهیه تدارکات را برای سربازان به‌طور مداوم تضمین می‌کرد. در ۲۲۱ در پاسخ به برکناری امپراتور شیان بی توسط سائو پی (از تخت امپراتوری هان) زیردستان لیو بی به او توصیه کردند تا خود را امپراتور معرفی کند. بعد از امتناع اولیه لیو بی از این امر، سرانجام ژوگه لیانگ لیو بی را برای پذیرفتن این کار و تأسیس امپراتوری شو هان متقاعد کرد. لیو بی هم ژوگه لیانگ را به عنوان صدراعظم منصوب کرد و به او مسئولیت پیشکاری امپراتوری را داد جایی که ژوگه لیانگ کارهای منشیان و دبیران را به عهده می‌گرفت. بعد از مرگ شانگ فی، ژوگه لیانگ به عنوان مدیر ملازمان منصوب شد.

### پایان کار لیو بی و وفادری ژوگه لیانگ به او
در بهار سال ۲۲۲ لیو بی پس از شکست در "جنگ ژیائوتینگ"(ناشی از عدم گوش دادن به نصیحت‌های ژوگه لیانگ مبنی بر نجنگیدن با وو) در یونگ آن منزوی شد و از کارهای حکومتی کناره‌گیری کردو به‌طور جدی مریض شد. لیو بی به پسرش لیوشان دستور داد تا امور کشور را به همراه ژوگه لیانگ اداره کند و به او به عنوان پدرش بنگرد. او (لیوبی) ژوگه لیانگ را از چنگ دو فراخواند و به او گفت: "تو ۱۰ برابر سائو پی باهوشتر هستی و در تأمین امنیت و انجام مأموریت بزرگ ما توانا هستی. اگر پسر من قابل کمک بود به او کمک کن. اگر برایت اثبات شد که او بی‌کفایت است می‌توانی که او را برکنار کنی و خودت به تخت بنشیتی ." ژوگه لیانگ گریان به او پاسخ داد: "من قسم می‌خورم که حداکثر و نهایت خدمت را بدون هیچ شک و تردیدی و با نهایت وفاداری نسبت به تو برای تحقق هدف مان (متحد کردن چین) تا لحظه مرگم انجام می‌دهم." این عهد به بزرگ‌ترین دغدغه ژوگه لیانگ در سال‌های پایانی عمرش تبدیل شد.

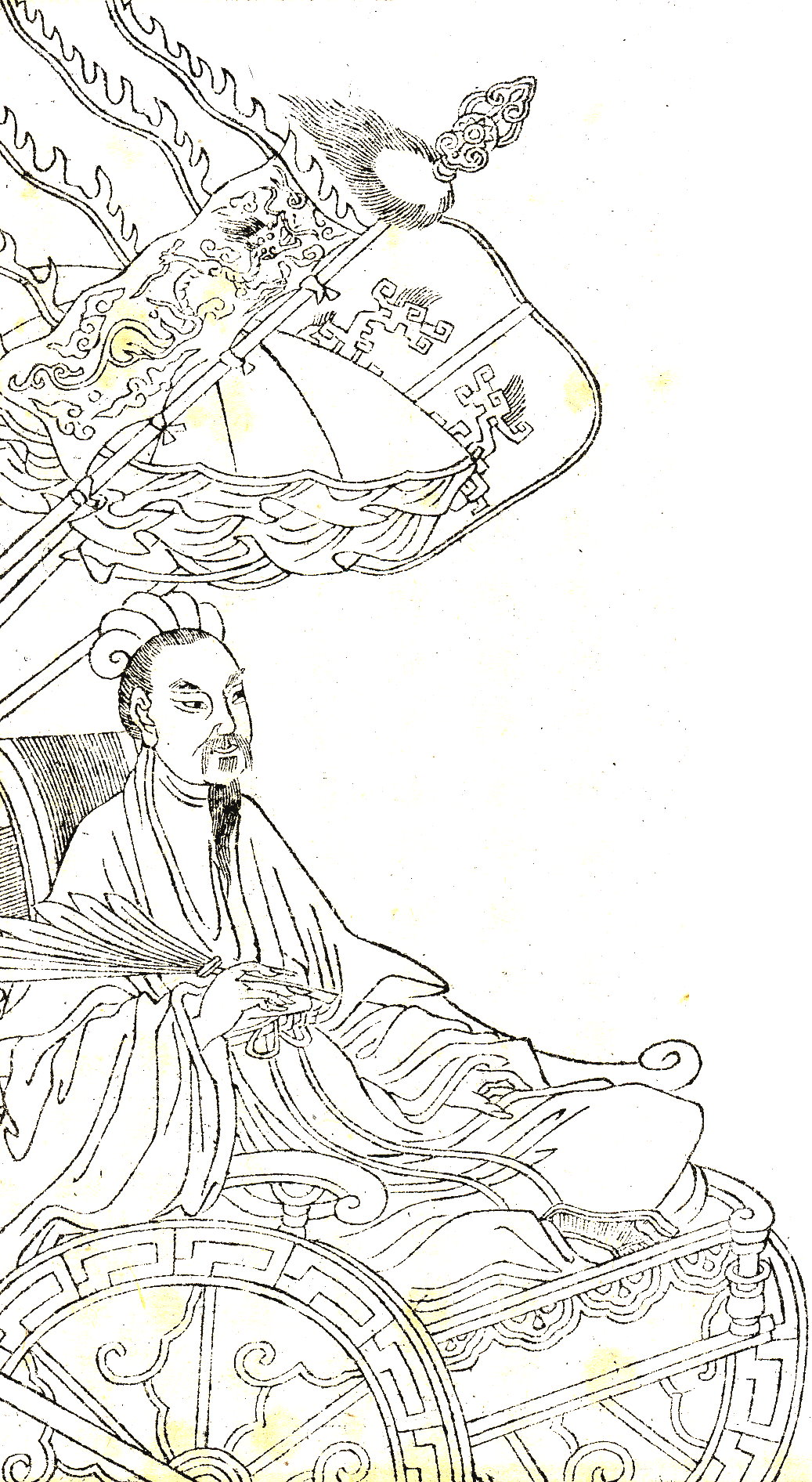

### به عنوان نایب السلطنه
بعد از مرگ لیو بی، لیوشان به تخت امپراتوری شو هان صعود کرد. لیوشان برای ژوگه لیانگ مکان و دفترکاری را ساخت. بعد از مدتی کوتاه ژوگه لیانگ به فرمانداری استان یی و اداره امور کل کشور منصوب شد. در همان زمان فرماندهان «نانژونگ» علیه شو شورش کردند. اما او هیج سربازی را برای سرکوب شورش‌ها نفرستاد چراکه مرگ لیو بی تازه اتفاق افتاده بود. او «دنگ ژی» و «چن ژن» را برای ایجاد صلح با ووی شرقی فرستاد و دوباره با آنان وارد اتحاد شد. ژوگه لیانگ همچنین به‌طور مداوم نمایندگانی را برای بهبود روابط دیپلماتیک به وو می‌فرستاد.

### کمپین جنوبی ژوگه لیانگ
در طول فرمانروایی لیوشان او به عنوان نایب السلطنه منصوب شد. ژوگه لیانگ هدف اصلی شو را احیای سلسله هان قرار داد؛ که این دیدگاه شو باعث غضب سائو وی شد. ژوگه لیانگ فکر می‌کرد که برای حمله به وی در ابتدا وحدت و یکپارچگی در شو نیاز است. ژوگه لیانگ نگران بود که قبایل محلی برای شورش با قبایل نانمان در نانژونگ همکاری کنند. او از ترس اینکه در زمان حمله به وی در شمال، دهقانان در چنگ دو شورش بکنند اول به فکر ساکت کردن آنان افتاد.
در بهار سال ۲۲۵ قبایل بومی منگ، گائو، ژو و منگ را شامل می‌شدند که کنترل تعدادی از شهرهای جنوب را در دست داشتند. پس ژوگه لیانگ یک لشگرکشی را تدارک دید. ماسو پیشنهاد کرد که آن‌ها به جای صرف نیرو برای در هم شکستن قبایل جنوبی قلب‌های آن‌ها را با خود همراه سازند تا از کمک‌های آن‌ها بهره‌مند شوند. به این منظور او ۷ بار رهبر شورشیان، منگ هو، را شکست داد و بعد از هر بار شکست دادن او را آزاد می‌کرد تا خودش تسلیم شود. او سرانجام که متوجه شد شانسی در برابر ژوگه لیانگ ندارد

## لشکرکشی به شمال و مرگ
در اواخر سال ۲۲۷ ژوگه لیانگ نامه ای به لیوشان فرستاد و از او درخواست حمله به شمال را کرد لیوشان پذیرفت و او بین سال های(۲۲۸ تا ۲۳۴) به وی حمله کرد. هر چند ژوگه لیانگ به هدف خود نرسید اما او توانست فرماندهی های وودو و یینپینگ و چنسانگ را به قلمرو شو اضافه کرد و جیانگ وی (سردار وی) را به خدمت گرفت. در نهایت در سال ۲۳۴ او در نبرد دشت های وو ژانگ به دلیل بیماری از دنیا رفت و ارتش شو بعد از مرگ او عقب نشینی کرد هنگام مرگ جیانگ وان و فی یی را به عنوان صدر اعظم بعدی توصیه کرد. آخرین ترفندش این بود تا مجسمه اش را بسازند تا سیمایی را بترسانند. پس از مرگ سیمایی به ستایش او پرداخت و از او به عنوان یکی از بهترین نابغه های عصر خود نام برد و اظهار نمود اگر او فقط مدت کوتاهی زنده می ماند قطعا راهی برای پیروزی بر وی پیدا می کرد و به رویای خود(اتحاد سه قلمرو) دست می یافت.

## نگارخانه

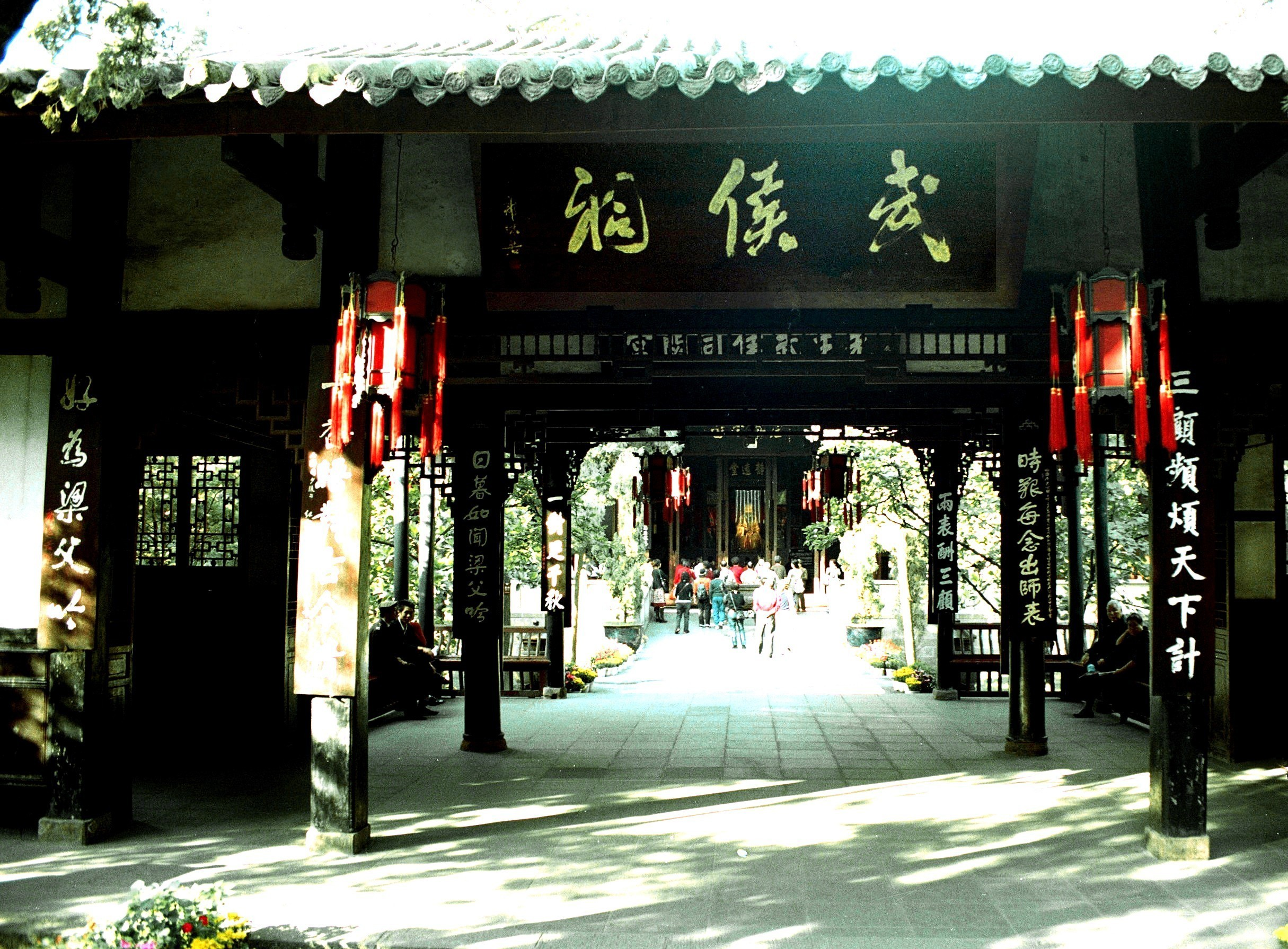
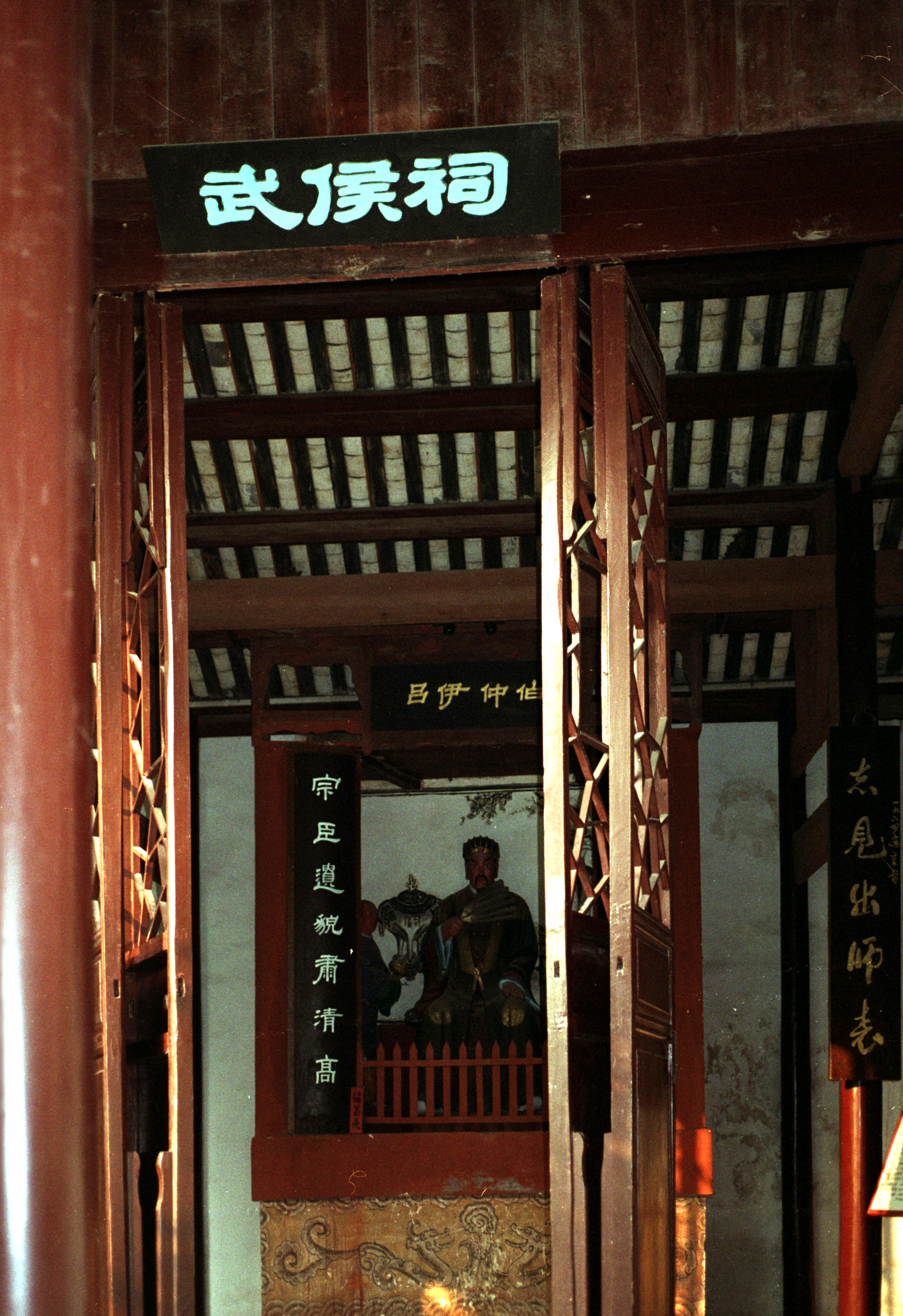
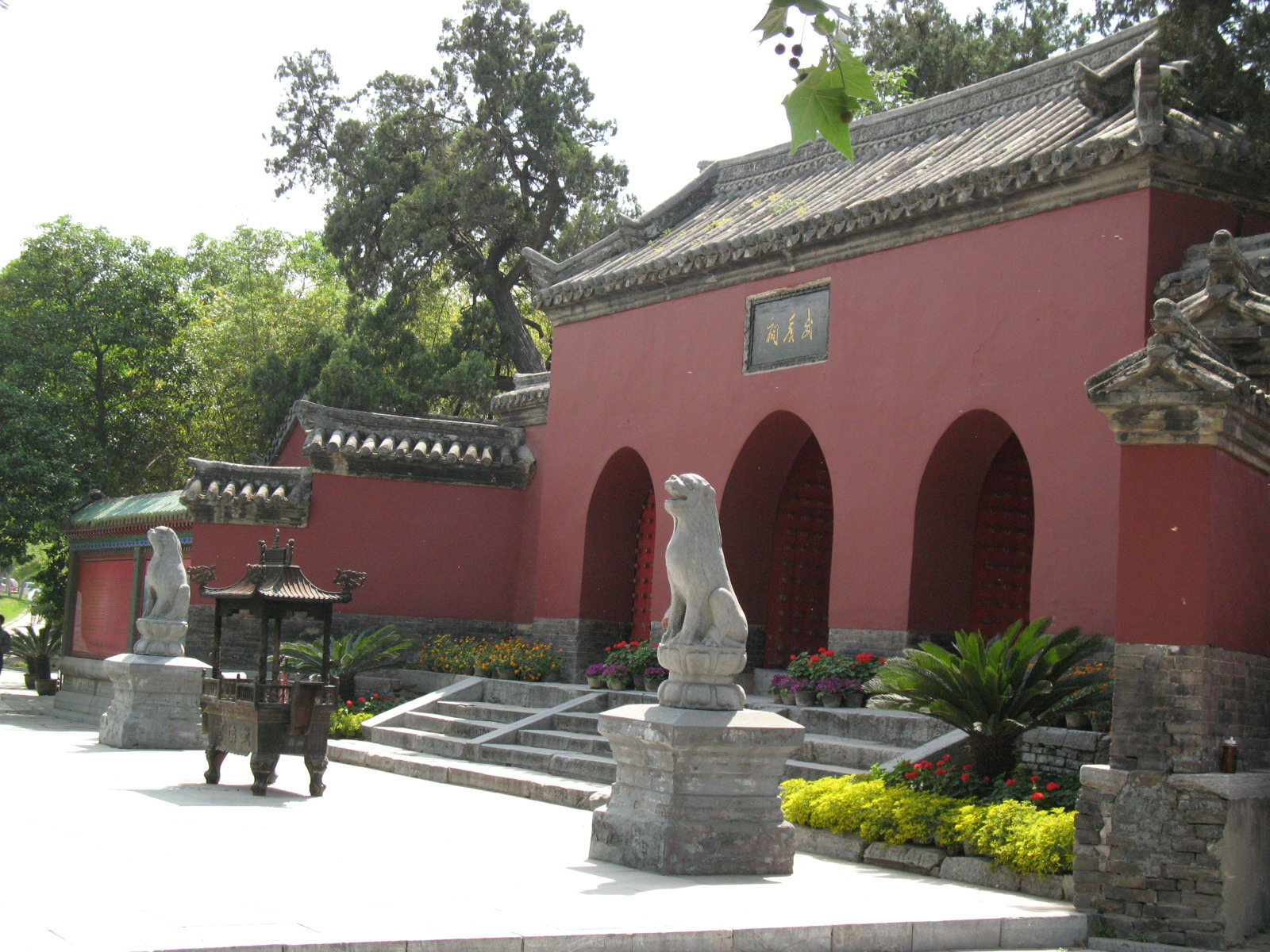